# Keith Carey
Keith Emrey Carey (Charlevoix, 5 marzo 1920 – Cincinnati, 15 febbraio 1999) è stato un cestista statunitense, professionista nella NBL.

## Carriera
Giocò per una stagione nella NBL, disputando 37 partite con 3,0 punti di media.